# Đặc cảnh tân nhân loại 2
Đặc cảnh tân nhân loại 2 (tiếng Trung: 特警新人類2, tiếng Anh: Gen-Y Cops) là một bộ phim thuộc thể loại hành động - võ thuật xen lẫn với hài hình sự của Hồng Kông - Mỹ ra mắt năm 2000. Đây là phần phim thứ hai sau phần phim Đặc cảnh tân nhân loại, do Trần Mộc Thắng làm đạo diễn kiêm đồng sản xuất, với sự góp mặt của các diễn viên gồm Trần Quán Hy, Phùng Đức Luân, Lý Xán Sâm, Tôn Quốc Hào, Maggie Q, Chung Lệ Đề, Nhan Dĩnh Tư, Mark Hicks và Paul Rudd.
Phim khởi chiếu tại Hồng Kông từ ngày 14 tháng 12 năm 2000.

## Diễn viên
- Trần Quán Hy trong vai Edison Trần
- Phùng Đức Luân trong vai Hỏa Sài
- Lý Xán Sâm trong vai Dị Hình
- Tôn Quốc Hào trong vai Kurt Lee
- Maggie Q trong vai Jane Quigley
- Chung Lệ Đề trong vai Thanh tra Chung
- Nhan Dĩnh Tư trong vai Oli
- Mark Hicks trong vai Ross Tucker
- Paul Rudd trong vai Ian Curtis

## Phát hành
Phim ra mắt tại Hồng Kông từ ngày 14 tháng 12 năm 2000. Tại Hoa Kỳ, phim được chiếu trên kênh Syfy vào ngày 23 tháng 2 năm 2002. Sau buổi công chiếu, phim thu về $11.9 triệu trên Hồng Kông và trên toàn cầu.